# Сельва-ді-Кадоре
Сельва-ді-Кадоре (італ. Selva di Cadore, вен. Selva de Cador) — муніципалітет в Італії, у регіоні Венето, провінція Беллуно.
Сельва-ді-Кадоре розташована на відстані близько 510 км на північ від Рима, 115 км на північ від Венеції, 38 км на північ від Беллуно.
Населення — 520 осіб (2014).
Щорічний фестиваль відбувається 10 серпня. Покровитель — святий мученик Лаврентій.

## Демографія
Населення за роками:

Станом на 1 січня 2023 року в муніципалітеті офіційно проживало 12 іноземців з 9 країн, серед них 6 громадян країн Євросоюзу та 2 громадяни України.

## Сусідні муніципалітети
- Аллеге
- Борка-ді-Кадоре
- Колле-Санта-Лучія
- Сан-Віто-ді-Кадоре
- Валь-ді-Цольдо